# Shadow of a Man
«Shadow of a Man» (с англ. — «Тень мужчины») — песня американской певицы Леди Гаги, выпущенная на её седьмом студийном альбоме Mayhem (2025). Написана Леди Гагой, Эндрю Уаттом и Генри Уолтером, также известном как Cirkut.

## Особенности композиции
The Times писала, что в «Shadow of a Man» есть «неотразимая развязность Майкла Джексона эпохи [альбома] Bad». Аналогичным образом, Pitchfork и Rolling Stone отметили влияние творчества Майкла Джексона. Согласно Billboard, «поверх сверкающих электропоп-синтезаторов и диско-гитар, Гага поднимает тему несправедливых ожиданий от женщин-артисток, которые должны выполнять вдвое больше работы за половину вознаграждения. Когда она доводит свою энергию до неистового пика в яростном припеве, Гага заявляет, что ей надоело быть „той, кто бросается на нож“, хотя она не сделала ничего плохого». Variety сообщило, что в песне «звучит так же круто, как ношение солнцезащитных очков ночью».
По мнению Screen Rant, песня «напоминает о том пронзительном вокале, пульсирующих инструментах, уверенном в себе танца, которыми мог бы гордиться король поп-музыки. Это вдохновляющий хит, напоминающий слушателям, что при своём таланте Леди Гага не окажется в чьей-либо тени». Consequence назвал песню «эмоционально резонансной» и добавил, что «дух Майкла Джексона, казалось, ненадолго проник в студию во время записи» «Shadow of a Man», на которой «энергия альбома, несомненно, достигает пика». The Independent отметила в песне «звенящее» звучание гитар.

## Продвижение
Короткий отрывок «Shadow of a Man» прозвучал под текст «LG7. Гага возвращается.» в финальных титрах концертного фильма Gaga Chromatica Ball (2024), снятого во время её стадионного тура 2022 года в поддержку альбома Chromatica (2020).

## Приём

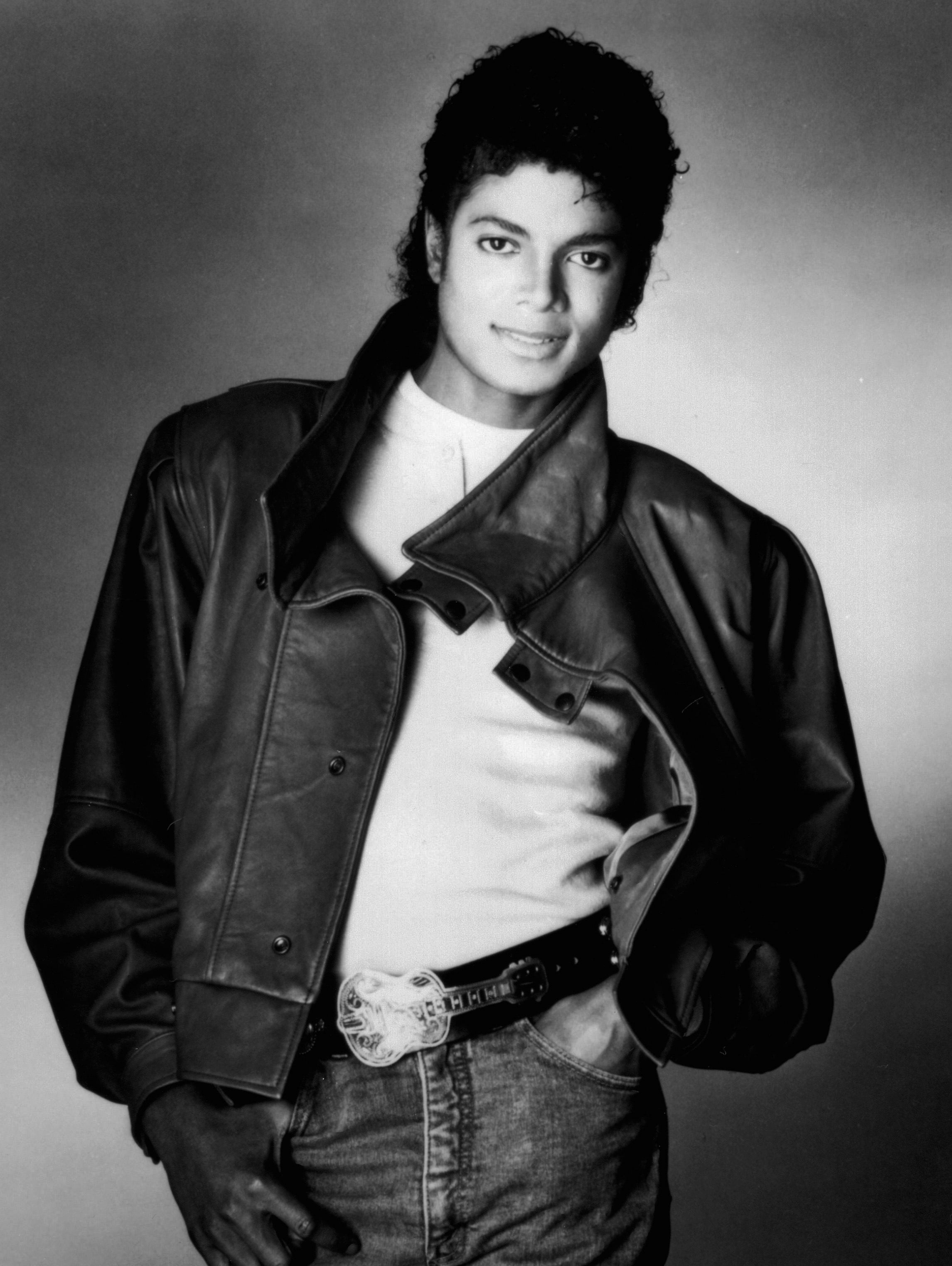
Песня «Shadow of a Man» получила многочисленные сравнения с творчеством Майкла Джексона (на илл. — в 1983 году)

Журнал Attitude писал: «Энергия возрастает на одном из лучших треков альбома — „Shadow of a Man“, который идеально сочетается с ведущим синглом „Disease“. Здесь артистка вызывает дух Майкла Джексона, сохраняя при этом волнующий и безошибочно узнаваемый стиль Гаги. Электрогитарный рифф очень эффектно звучит в конце трека, заставляя нас желать больше этой атмосферы».
В интервью Джейсона Коллинза и Джейми Броднакс с Гагой обсуждалась в том числе и эта песня. Позже они назвали её «самой самой правдивой и интроспективной песней» всей её карьеры, полагая, что она отражает борьбу Гаги с ощущением того, что на протяжении карьеры она оставалась в тени мужчин-артистов, а также раскрывает темы самоопределения и личностного роста. В опросе Billboard за март 2025 года среди фанатов «Shadow of a Man» вошла в пятёрку самых любимых песен с альбома. Elle включил её в список 24 «лучших новых песен марта», отметив, что Гага «идёт лунной походкой по стопам Майкла Джексона», а также что «с молниеносными строками и заразительной энергией — это одна из самых ярких частей её последнего альбома». Журналист Iowa State Daily выделил «Shadow of a Man» наряду с «The Beast» и «Blade of Grass», добавив: «Все они демонстрируют великолепную лирику Гаги и раскрывают темы альбома. „Shadow of a Man“ довольно ясно объясняет, что это значит, уже из названия».

## Живые выступления
Впервые Леди Гага исполнила «Shadow of a Man» вживую на фестивале «Коачелла» 2025 года, после чего последовали другие промо-выступления в том же году.

## Чарты
| Chart (2025)                              | Peak position |
| ----------------------------------------- | ------------- |
| Беларусь (TopHit Airplay)                 | 139           |
| Канада (Billboard Canadian Hot 100)       | 91            |
| СНГ (TopHit)                              | 84            |
| Франция (SNEP)                            | 164           |
| Мир (Billboard Global 200)                | 85            |
| Греция (IFPI International)               | 43            |
| Португалия (AFP)                          | 120           |
| Румыния (TopHit Airplay)                  | 68            |
| Россия (TopHit Airplay)                   | 55            |
| Великобритания (OCC UK Singles Downloads) | 41            |
| UK Singles Sales (OCC)                    | 42            |
| UK Streaming (OCC)                        | 93            |
| США (Billboard Bubbling Under Hot 100)    | 2             |
| США (Billboard Hot Dance/Pop Songs)       | 11            |

| Chart (2025)            | Peak position |
| ----------------------- | ------------- |
| СНГ (TopHit Airplay)    | 98            |
| Россия (TopHit Airplay) | 70            |